# Blake Tekotte
Blake Aaron Tekotte (né le 24 mai 1987 à Columbia, Missouri, États-Unis) est un voltigeur des Ligues majeures de baseball qui joue pour les Diamondbacks de l'Arizona.

## Carrière
Joueur à l'Université de Miami à Coral Gables en Floride, Blake Tekotte est un choix de troisième ronde des Padres de San Diego en 2008.
Il est rappelé directement du niveau Double-A des Ligues mineures et fait ses débuts dans les majeures avec les Padres le 25 mai 2011. Son premier coup sûr dans les majeures est un double réussi contre le lanceur Jordan Zimmermann des Nationals de Washington le 28 mai suivant. Il frappe aussi un triple bon pour son premier point produit et marque le point gagnant dans cette victoire de 2-1 des Padres. En 2012, il frappe deux coups sûrs en 11 matchs joués pour les Padres.
Tekotte est échangé aux White Sox de Chicago par les Padres le 7 novembre 2012 contre le lanceur Brandon Kloess. Il frappe pour ,226 de moyenne au bâton en 20 matchs pour Chicago en 2013 et, le 9 août, réussi aux dépens du lanceur Liam Hendriks des Twins du Minnesota son premier coup de circuit dans les majeures.
Il est transféré des White Sox aux Diamondbacks de l'Arizona le 3 août 2014.